# Kallstroemia hintonii
Kallstroemia hintonii là một loài thực vật có hoa trong họ Zygophyllaceae. Loài này được D.M. Porter miêu tả khoa học đầu tiên năm 1969.